# Masculino, femenino
Masculino, femenino (en francés, Masculin, féminin) es una película dramática francesa dirigida por Jean-Luc Godard estrenada en 1966.

## Argumento
Paul, acabado de licenciar del ejército, busca un trabajo y milita contra la guerra del Vietnam. Está enamorado de Magdalena, una joven cantante que se preocupa más por su éxito en el trabajo que por las manifestaciones sentimentales de su amigo. Paul acaba encontrando un trabajo en un instituto de sondeos donde se encarga de hacer una encuesta sobre las principales preocupaciones de los franceses. Vive provisionalmente en una casa de dos de sus amigas.

## Reparto
- Chantal Goya: Madeleine Zimmer
- Jean-Pierre Léaud: Paul
- Marlène Jobert: Élisabeth
- Michel Debord: Robert
- Catherine-Isabelle Duport: Catherine-Isabelle
- Eva-britt Strandberg: Ella (la mujer de la película)
- Birger Malmstel: Él (el hombre de la película)
- Yves Afonso: el hombre que se suicida (sin acreditar)
- Henri Attal: el hombre que abraza otro hombre (sin acreditar)
- Brigitte Bardot: la mujer de la pareja (sin acreditar)
- Antoine Bourseiller: el hombre de la parella (sin acreditar)
- Chantal Darget: La mujer del metro (sin acreditar)
- Françoise Hardy: La compañía del oficial americano (sin acreditar)
- Med Hondo: el hombre en el Metro (sin acreditar)
- Elsa Leroy: Srta. 19 años de Mademoiselle Âge Tendre (sin acreditar)
- Dominique Zardi: el hombre leyendo una revista (sin acreditar)
- Mickey Baker: El productor (sin acreditar)

## Comentari
La juventud y el sexo de Francia hoy. Un estudio de costumbres sobre los jóvenes de los 60, con el fondo de la campaña electoral de las elecciones presidenciales franceses de 1965.
La película trata sobre todo la vida de pareja en el mundo moderno y la sexualidad (pudor, placer, prostitución, contracepción, aborto), cosa que le supondrá ser prohibida a los menores de 18 años en su estreno. Trata otros temas, como la violencia, la guerra, el homicidio, el suicidio, el compromiso político y las certezas, la sociedad de consumo o incluso el racismo. Evoca también la diferencia que separa la realidad de la sociedad contemporánea de la imagen que la sociología puede hacer, proponiendo con esta película establece un retrato fiel de la gente joven de 1965, de sus incertezas del futuro y sus contradicciones.
La película contiene numerosos carteles insertados entre les secuencias como en el cine mudo. Son conocidos algunos de sus aforismos, como «Los hijos de Marx y de la Coca-Cola, que puede salir...». La frase «El filósofo y el cineasta tienen en común una cierta manera de ser, una cierta vista del mundo que es el de una generación,» inserta en la película, es de Merleau-Ponty.